# Юферов, Фёдор Михайлович
 Фёдор Михайлович Юферов  (17 июня 1923 года, Тобольск — 1993, Москва) — специалист в области электромеханики и электрических машин. Доктор технических наук, профессор кафедры электрических машин Московского энергетического института (МЭИ).

## Биография
Фёдор Михайлович Юферов родился в городе Тобольске Тюменской области  17 июня 1923 года. Его отец, Михаила Давыдович, работал плотником на судостроительной верфи, а мать, Марфа Павловна была домохозяйкой.  После окончания в 1941 году средней школы № 1 Фёдор Михайлович работал плотником на судоверфи, потом был мастером ремесленного училища. После войны поступил в Московский энергетический институт. В 1950 году с отличием окончил МЭИ и продолжил учебу уже аспирантом этого института, одновременно работая инженером в одном из московских НИИ.
В Московском энергетическом институте Ф. Юферов работал учился и работал ассистентом, затем доцентом. В 1953 году защитил кандидатскую на тему: «Некоторые вопросы точности работы бесконтактных сельсинов». В 1978 году защитил докторскую диссертацию на тему: «Электрические машины автоматических устройств». Получил ученую степень доктора технических наук. В 1981 году Фёдору Михайловичу Юферову было присвоено ученое звание профессора.
Область научных интересов: электрические машины, бесконтактные сельсины и точность из работы, магнитопроводы, синхронные двигателей с постоянными магнитами и электродвигатели с электромагнитной редукцией частоты вращения.
Фёдор Михайлович Юферов является автором около 160 научных работ, по его учебнику «Электрические машины автоматических систем», впервые изданному в 1959 году, учились студенты ВУЗов и техникумов страны. Под руководством профессора 26 аспирантов института защитили кандидатские и восемь человек защитили докторские диссертации. В разное время он был членом ученых советов МЭИ по присуждению ученых степеней, участвовал в работе технико-экономических советов Министерства электротехнической промышленности СССР, читал лекций в советских и зарубежных вузах, работал в структуре СЭВ.

## Награды
Профессор Ф. М. Юферов награждался Почетной грамотой Президиума Верховного Совета Чувашской АССР, медалью «За отличные успехи в работе» Минвуза СССР.

## Труды
- Электрические машины автоматических устройств : учеб. для вузов по спец. «Электромеханика» / Ф. М. Юферов. — 2-е издание, исправленное и дополненное. — Москва : Высшая школа, 1988. — 475, [4] с. : ил. — Библиогр.: с. 470—472 (77 назв.). — Предм. указ.: с. 473—474. — ISBN 5-06-001312-X.
- Электрические двигатели автоматических устройств. Госэнергоиздат. 1959.
- Электрические машины автоматических систем. : [Учебник для электроприборостроит. спец. техникумов] / Под ред. Ф. М. Юферова. 261 с. ил. 22 см. 2-е изд., перераб. и доп М. Высш. школа. 1979.
- Измерение вращающих моментов и скоростей вращения микроэлектродвигателей : производственно-практическое издание / Л. А. Потапов, Ф. М. Юферов. — М. : Энергия, 1974. — 200 с.
- Микроэлектродвигатели для систем автоматики : (Техн. справ.) / В. Б. Анненков [и др.]; Под ред. Э. А. Лодочникова, Ф. М. Юферова. — М. : Энергия, 1969. — 269 с.